# Lemströmkanaal

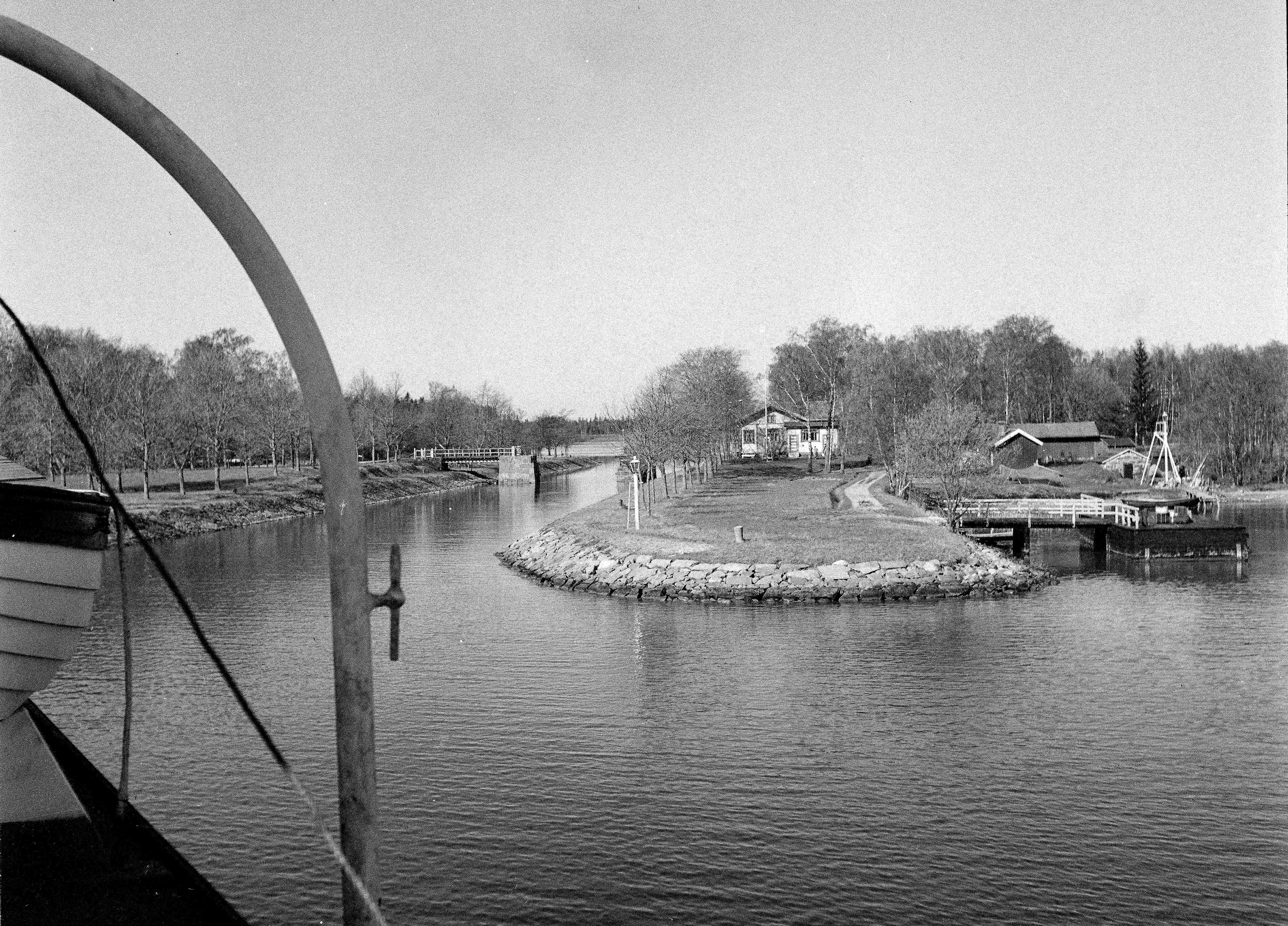
De ingang van het kanaal, 1944.

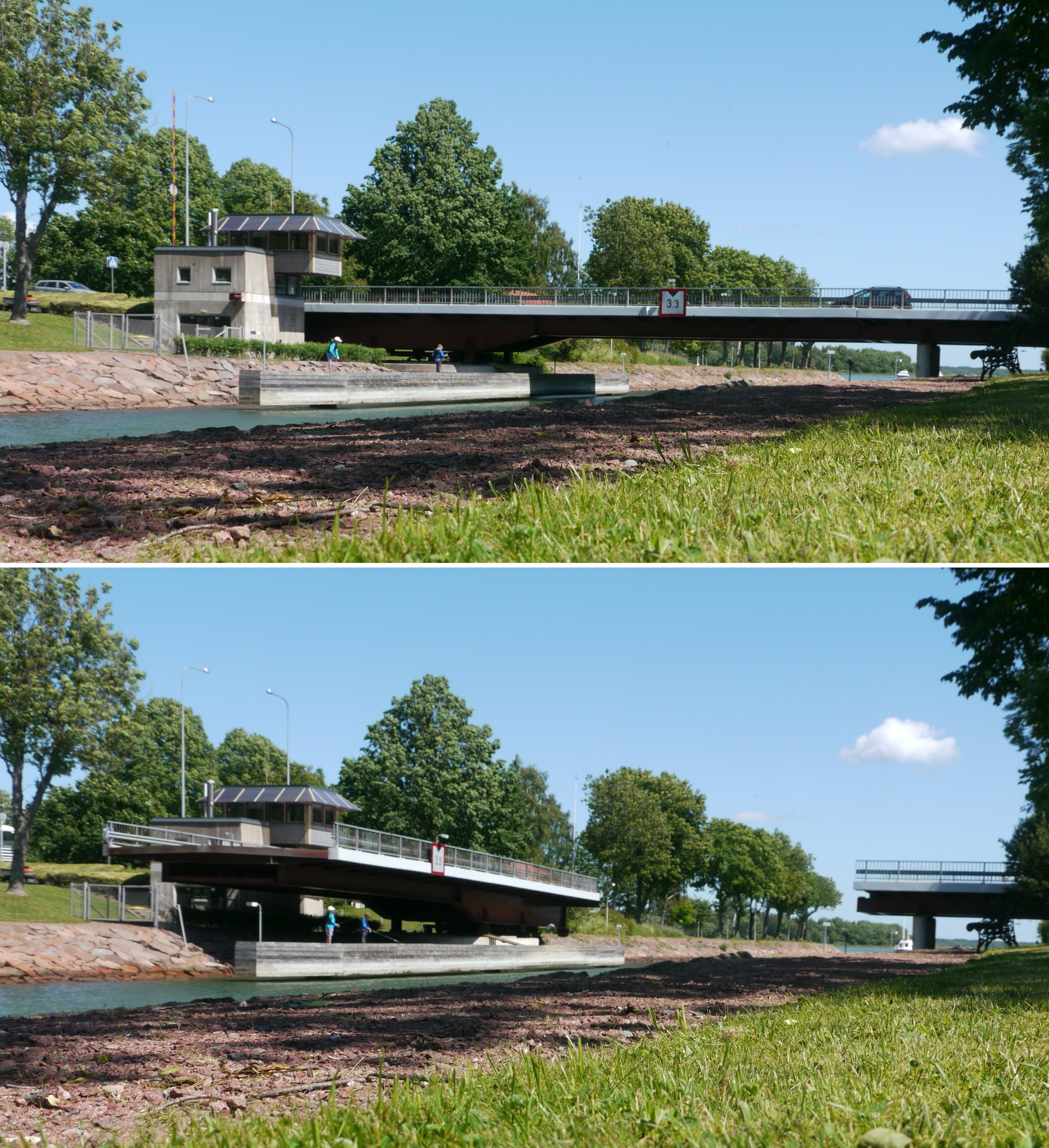
Draaibrug over het kanaal, gesloten en geopend.

Hat Lemströmkanaal is een kanaal in de Finse autonome provincie Åland, dat de grens vormt tussen de gemeentes Jomala en Lemland. Het kanaal wordt gekruist door de hoofdweg no. 3 middels een asymmetrische draaibrug uit 1983 die in het zomerseizoen op vaste tijden opent ten behoeve van de pleziervaart. Het kanaal is 350 m lang en verbindt de meren Slemmern in het westen, bij de hoofdstad Mariehamn, en Lumparn, in het oosten.
De maximale afmetingen van de schepen om dit kanaal te passeren zijn 16 meter breed en 3,5 meter diep. Bij gesloten brug mag de masthoogte maximaal 3,3 meter zijn. Door de postglaciale opheffing stijgt de bodem ter plaatse met ruim 70 cm per eeuw, en wordt het kanaal navenant minder diep.

## Geschiedenis
Het Lemströmkanaal is altijd een belangrijke waterverbinding geweest in Åland. In 1861 werd de stad Mariehamn gesticht, die snel groeide en uiteindelijk de nieuwe hoofdstad van Åland zou worden. Vanwege de geografische ligging was die stad qua handel meer op het westen gericht dan de oostelijker gelegen vroegere hoofdplaats Degerby. Åland behoorde toentertijd tot het Russische keizerrijk, en de Russische overheid zag deze ontwikkeling met lede ogen aan. Om handelscontacten naar het oosten te stimuleren liet de Russische overheid het kanaal in 1882 met de hand verdiepen en van stenen beschoeiingen voorzien, door Russische gevangenen die speciaal voor dit doel hierheen gebracht werden.